# Hemeroblemma gootenaria
Hemeroblemma gootenaria är en fjärilsart som beskrevs av Pieter Cramer 1779. Hemeroblemma gootenaria ingår i släktet Hemeroblemma och familjen nattflyn. Inga underarter finns listade i Catalogue of Life.